# بيردة (فيروزكوه)
بيردة (بالفارسية: پیرده) هي قرية تقع في Poshtkuh Rural District في إيران. يقدر عدد سكانها بـ 280 نسمة بحسب إحصاء 2016.